# Naftna industrija Srbije
Naftna Industrija Srbije (en serbe cyrillique : Нафтна индустрија Србије ; en abrégé : NIS et НИС ; code BELEX: NIIS) est une compagnie pétrolière serbe qui a son siège à Novi Sad, dans la province de Voïvodine. Elle entre dans la composition du BELEX15 et du BELEXline, les deux indices principaux de la Bourse de Belgrade,.
La compagnie travaille principalement dans les domaines de la prospection, de la production, de l'importation, de la transformation et du transport du pétrole et du gaz naturel, ainsi que dans la commercialisation du pétrole et de ses produits dérivés. En 2010, elle figurait à la première place des 100 entreprises les plus rentables de Serbie.

## Histoire

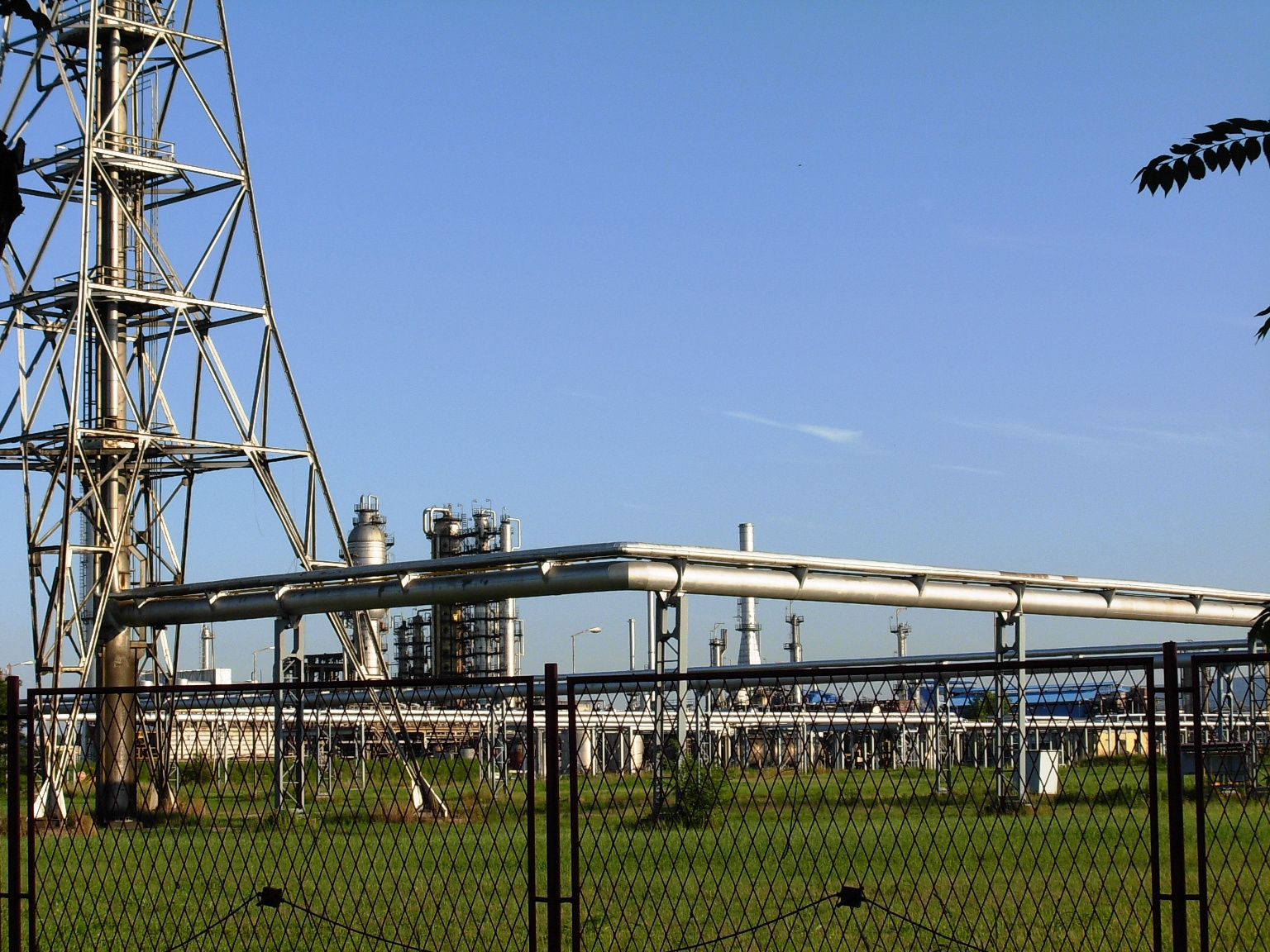
La raffinerie de Novi Sad

L'origine de la NIS remonte à 1945 et à la création de la compagnie Jugopetrol par le gouvernement de la république fédérative socialiste de Yougoslavie, suivie, en 1949, par la création de la Preduzeće za istraživanje i proizvodnju nafte (la « Société pour l'exploration et la production pétrolière ») ; les premiers gisements de gaz naturel furent découverts en 1949 et les premiers gisements de pétrole en 1952. En 1953, la compagnie prit le nom de Naftagas. En 1963 fut achevé le premier grand gazoduc, Mokrin-Kikinda-Elemir-Velika Greda-Pančevo ; en 1968, les raffineries de Novi Sad et de Pančevo commencèrent à fonctionner et, la même année, fut découvert le champ pétrolifère de Velebit, le plus important du pays. En 1973, Naftagas intégra les sociétés Jugopetrol Beograd et Jugopetrol Novi Sad (l'actuelle NAP).
En 1979, Naftagas atteignit son record de production de gaz, soit 1,14 milliard de mètres cubes et, en 1982, son record de production de pétrole, soit 1,2 million de tonnes. En 1985, elle commença à exploiter du pétrole en Angola.
La Naftna industrija Srbije (en abrégé : NIS) a pris sa forme actuelle en 1991, en tant que compagnie publique pour l'exploration, la production, le raffinage et le commerce du pétrole brut, des produits dérivés du pétrole et du gaz naturel. Lors de sa création, elle a intégré les compagnies Naftagas, Gas, Energogas, Jugopetrol, Naftagas promet et Inženjering, ainsi que plusieurs autres unités de production : les raffineries de pétrole de Pančevo, Novi Sad et Belgrade, ainsi que l'usine de lubrifiants de Kruševac (FAM). De nombreuses installations de la NIS furent détruites ou endommagées lors des bombardements de la Serbie par l'OTAN en 1999, notamment les raffineries de Novi Sad et de Pančevo.

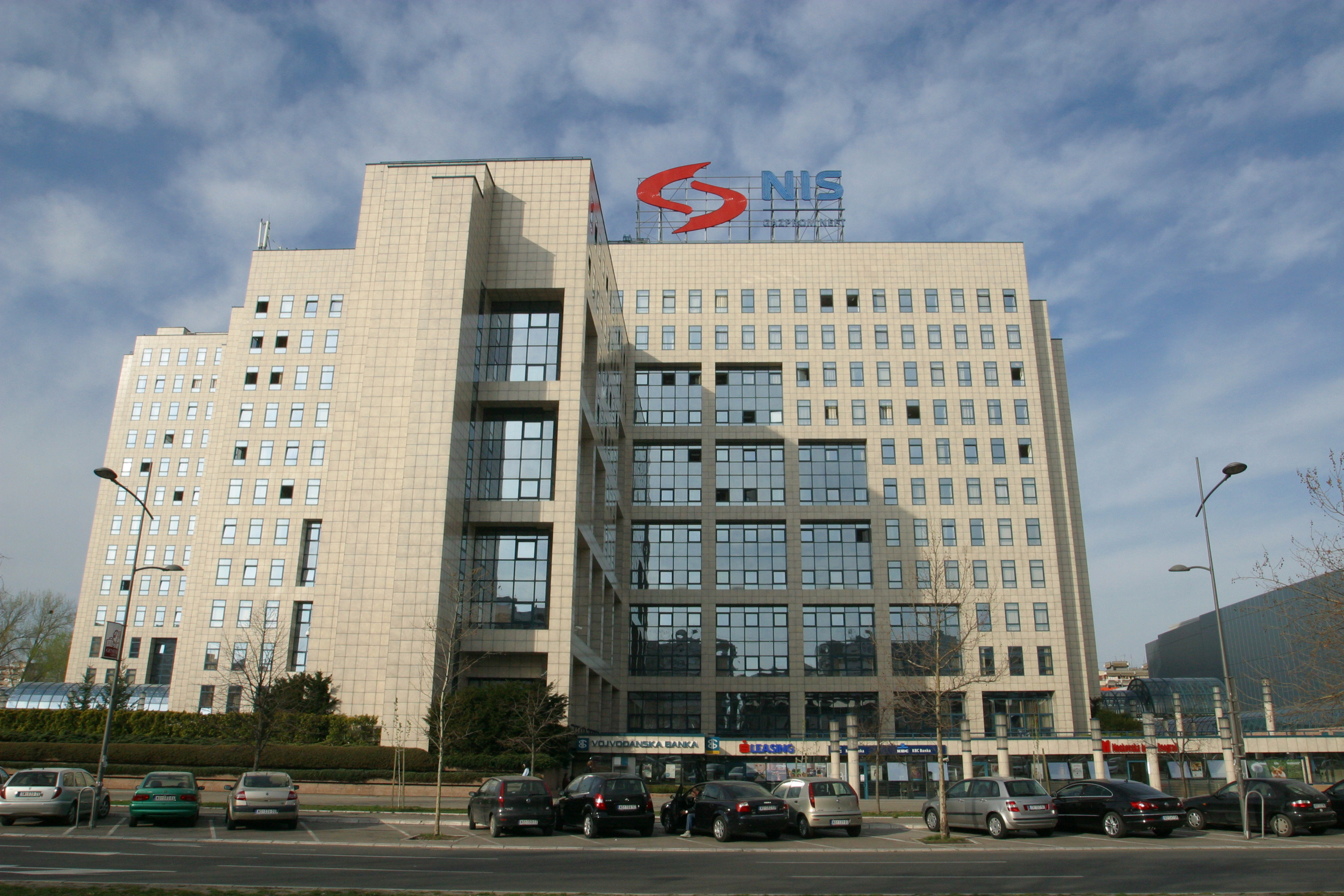
Le siège social de la NIS à Novi Sad

Le 1er octobre 2005, la NIS a été transformée en société par actions de type fermé. La privatisation de la NIS a commencé en 2007. Plusieurs compagnies, dont Gazprom Neft, MOL, OMV, Hellenic Petroleum, Rompetrol et Lukoil ont exprimé leur intérêt pour l'acquisition de la compagnie. Le 25 janvier 2008, la Serbie et la Russie ont signé un accord octroyant 51 % des actions de la NIS à Gazprom Neft pour un montant de 400 millions d'euros auxquels s'ajoutaient 550 millions d'euros en investissements d'ici 2012. Les contrats signés avec Gazprom incluaient l'intégration de la Serbie au projet South Stream et la construction d'une réserve de gaz à Banatski Dvor. Le 24 décembre 2008, le contrat final entre le Gouvernement de la Serbie et Gazprom a été signé.
En 2009, conformément à l'accord, la compagnie Gazprom neft a acquis 51 % des actions de la NIS. Le 6 janvier 2010, conformément à la loi serbe sur le « droit à l'attribution gratuite d'actions et de compensations financières pour les citoyens dans le processus de privatisation », 19,34 % des actions ont été distribués aux citoyens serbes, portant ainsi à 4,8 millions le nombre des actionnaires minoritaires, 29,66 % des actions de la NIS restant dans les mains de l'État. Le 21 juin 2010, l'assemblée des actionnaires a adopté une résolution transformant la compagnie en société par actions de type ouvert et, le 23 août 2010, la NIS a été inscrite à la cote de la Bourse de Belgrade.

## Activités

### Exploration et production
La NIS dispose de laboratoires d'analyse et de services de prospection. Elle est la seule compagnie de Serbie à explorer et à produire dans les secteurs du pétrole brut et du gaz naturel. La majorité des champs pétrolifères exploités se trouvent en Serbie dans la province de Voïvodine mais les opérations d'exploration ont également lieu hors du pays. En 2011, la NIS a ainsi étendu ses activités dans l'Europe du Sud-est, avec comme objectifs prioritaires la Bosnie-Herzégovine, la Roumanie, la Bulgarie et la Hongrie,,.
En 2013, la NIS gérait 53 champs pétrolifères ou gaziers en Serbie ; elle a produit 1,2 million de tonnes de pétrole et 551 millions de mètres cubes de gaz.
Dans le domaine des énergies renouvelables, la société a également investi dans la production de l'énergie éolienne, avec un premier site dans la municipalité de Plandište ; elle travaille également dans l'énergie géothermique, avec un projet dans la municipalité de Kikinda,.

### Raffinage et produits dérivés

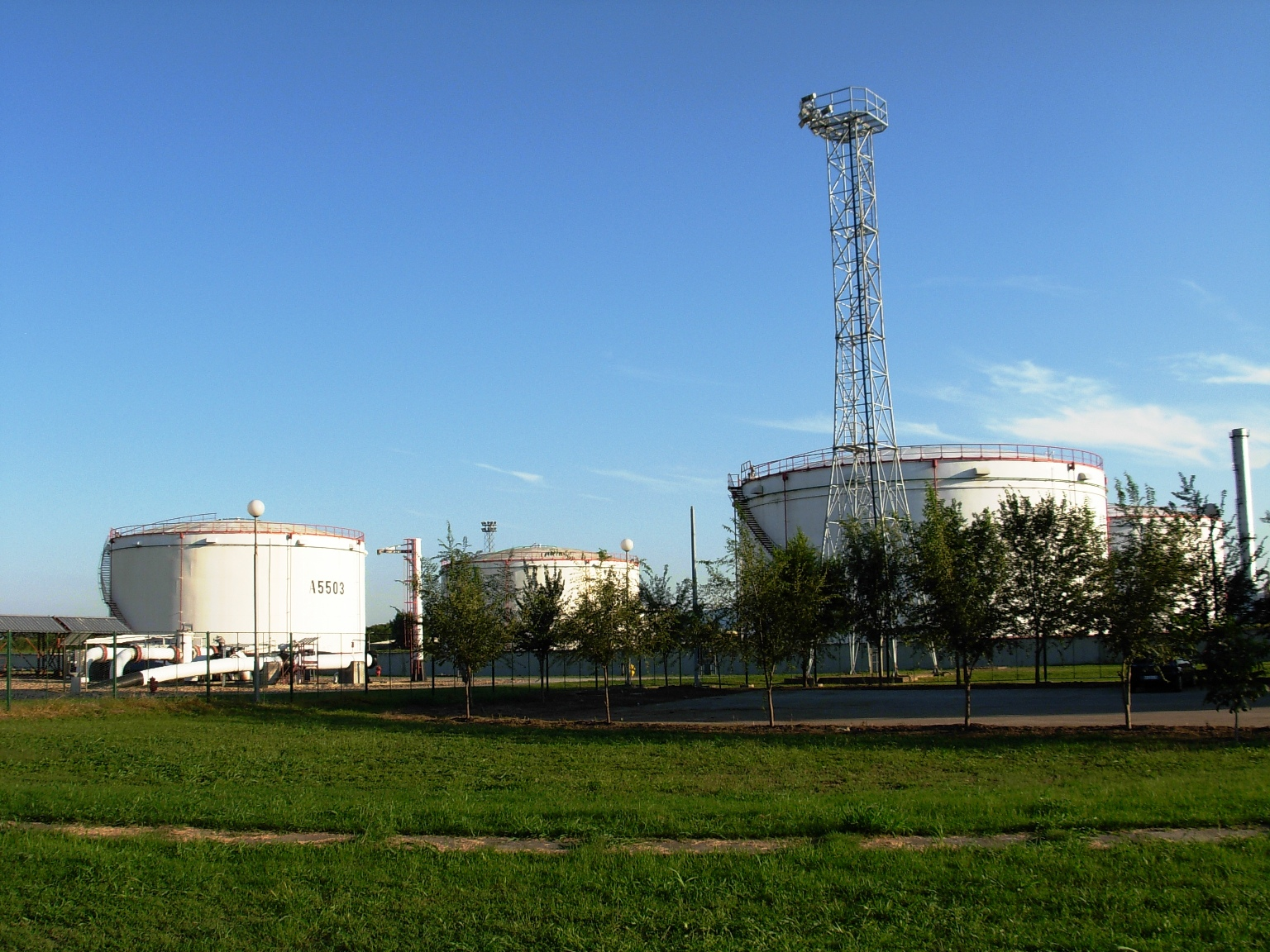
Autre vue de la raffinerie de Novi Sad

Naftna industrija Srbije possède deux raffineries de pétrole, l'une à Novi Sad, l'autre à Pančevo, qui fournissent 75 % du marché serbe. Ces deux raffineries ont une capacité totale de raffinage de 7,3 millions de tonnes de pétrole brut par an, dont 4,8 millions pour celle de Pančevo et 2,5 millions pour celle de Novi Sad[réf. nécessaire]. Le stockage du pétrole, pour une capacité de 160 000 m3, s'effectue principalement à Belgrade, Niš, Prahovo, Smederevo et Novi Sаd.
La NIS produit de l'essence et du gazole pour les véhicules automobiles, ainsi que des carburants pour les bateaux et les avions, fournissant notamment l'aéroport Nikola-Tesla de Belgrade et l'aéroport Constantin-le-Grand de Niš. Elle fabrique aussi du fioul domestique et du gaz en bouteille. Dans sa gamme de produits figurent aussi du bitume et des lubrifiants, dont certains sont vendus sous la marque Nisotec.

### Vente et distribution

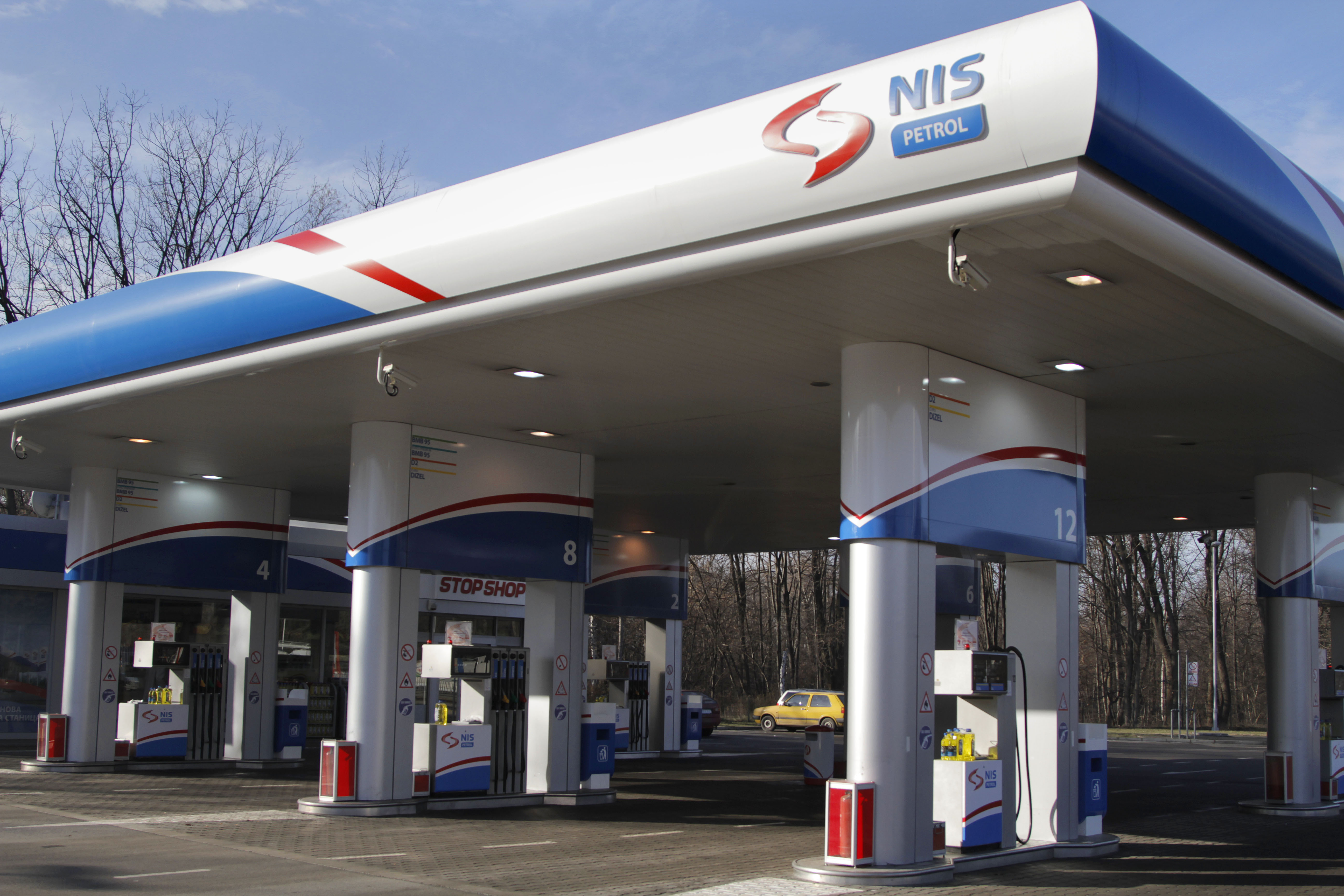
Une station-service de la NIS à Belgrade

La compagnie assure elle-même le transport de ses produits, notamment avec une flotte de 223 camions-citerne et un ensemble de 370 wagons-citerne. Elle dispose d'un réseau de 325 stations-service en Serbie.

### Diversification des activités
Naftna industrija Srbije a diversifié ses activités, avec l'usine Fruškogorska voda Jazak, qui met en bouteilles de l'eau minérale, et la société O Zone, dont elle détient la totalité du capital et qui travaille dans le domaine du tourisme (hôtels, restaurants).

## Mécénat
La NIS a développé un programme de mécénat orienté autour de cinq axes : le sport, la culture, la science, les actions charitables et l'aide au développement.
Sur le plan sportif, dans le cadre de son programme « Énergie du sport », la compagnie apporte notamment son soutien au club de basket-ball KK Partizan Belgrade, à l'Association de tennis de Serbie, au Marathon de Belgrade et à la NIS Petrol Racing Team. Le programme « Culture sans frontière » apporte son soutien au Festival EXIT, aux Jeux d'enfants de Zmaj, au Festival de théâtre Sterija, au Festival de trompettes de Guča, au Festival international du film de Belgrade (FEST), au Nišville jazz festival ou encore au festival The Joy of Europe. Le programme « Science et développement des talents » subventionne le Centre scientifique de Petnica et le Festival de la science.
Les « projets charitables » apportent un soutien à des organisations et des associations aidant les plus démunis. En 2013, dans le cadre de la compétition « Ensemble pour la communauté », la NIS a soutenu 145 projets dans les domaines des sports, de la culture, de la protection de l'environnement, de la science et de la protection sociale à Novi Sad, Pančevo, Zrenjanin, Kikinda, Niš, Čačak, ainsi qu'à Novi Bečej, Kanjiža, Žitište et Srbobran.

## Données boursières
Le 6 juin 2014, l'action de Naftna industrija Srbije valait 945 RSD (8,17 EUR). Elle a connu son cours le plus élevé, soit 1 020 RSD (8,82 EUR), le 25 avril 2013 et son cours le plus bas, soit 442 RSD (3,82 EUR), le 14 septembre 2010.
En 2014, le capital de la NIS est détenu à hauteur de 56,15 % par la compagnie Gazprom Neft et à hauteur de 29,87 % par l'État serbe.